# 이만주
이만주(李滿住, ?-1467) 혹은 혹은 이만돌(李瞞咄)은 건주여진(建州女眞) 후리가이(胡里改) 부족의 대추장이다. 초대 건주위(建州衛) 수령 아하추(阿哈出)의 손자이며 석가노(釋迦奴) 혹은 한족명 이현충(李顯忠)의 아들이다. 1426년, 건주위 도독첨사(都督僉事)를 세습받았다. 이만주의 외삼촌은 후금(後金) 혹은 청(淸)의 건국자 누르하치(努爾哈赤)의 조상 몽케테무르(猛哥帖木兒) 혹은 먼터무(猛特穆)이다.

## 생애
15세기 중반 조선과 명나라 사이에서 조공과 약탈을 거듭하며 세력을 떨쳤으며, 세종의 사군 육진 개척 당시의 주적이었다.
1467년(조선 세조 13년) 강순(康純), 남이(南怡), 어유소(漁有沼) 등이 이끄는 조선군의 공격을 받아 아들 이고납합(李古納哈), 이타비랄(李打肥剌)을 비롯한 286명과 함께 살해당했다.